# Iwona Książek
Iwona Maria Książek (ur. 23 stycznia 1944 w Bortkach, powiat wołomiński, zm. 5 listopada 2008 w Łodzi) – polska bibliotekarka.
Ukończyła IX Liceum Ogólnokształcącym im. J. Dąbrowskiego w Łodzi (1961) i studia historyczne na Uniwersytecie Łódzkim (1966). W latach 1966–1999 pracowała w Miejskiej Bibliotece Publicznej w Łodzi; w latach 1975–1999 kierowała Działem Zbiorów Specjalnych. W 1981 mianowana kustoszem dyplomowanym, w 1989 starszym kustoszem dyplomowanym. W ramach Działu wyodrębniła Muzeum Książki Dziecięcej.
Od 1967 do czerwca 1983 należała do Stowarzyszenia Bibliotekarzy Polskich. Na przełomie września i października 1980 weszła w skład Komitetu Założycielskiego NSZZ „Solidarność” Wojewódzkiej i Miejskiej Biblioteki Publicznej w Łodzi, następnie była członkiem Prezydium Ogólnopolskiej Międzybibliotecznej i Regionalnej Komisji Rewizyjnej „Solidarność” Ziemi Łódzkiej.
W stanie wojennym działała w podziemnych strukturach „Solidarności”, współredagowała czasopisma „OKNO” (Oświata, Kultura, Nauka, Opór), „Wolna Solidarność „Głos Łodzi”, pisała teksty anonimowo lub pod pseudonimem I. Bratyszewska, zajmowała się kolportażem publikacji „drugiego obiegu” na terenie bibliotek, muzeów i teatrów w Łodzi. W 1986–1988 była członkiem Łódzkiego Zespołu Oświaty Niezależnej, od 2003 należała do Stowarzyszenia Wolnego Słowa.
Wyróżniona Honorową Odznaką Miasta Łodzi.

## Publikacje
- Z notatnika instruktora bibliotek związkowych. „Poradnik Bibliotekarza” 1969 nr 2 s. 38-40;
- Katalog starych druków. Cz. 1: Polonica XVI wieku. Łódź 1983;
- Fragment księgozbioru Konstancji Małachowskiej Biernackiej w zbiorze starych druków WiMBP w Łodzi. „Rocznik Książnicy Miejskiej w Łodzi” 1988, s. 22-32;
- Zbiory specjalne Wojewódzkiej i Miejskiej Biblioteki Publicznej im. Marszałka Józefa Piłsudskiego w Łodzi. Łódź, 1992;
- Rarytasy i „Lokomotywa”; z Januszem Duninem rozmawia Iwona Książek. „Guliwer” 1999 nr 5, s. 25-29;
- Lektury pisarki i jej wnuka. „Guliwer” 1999 nr 5, s. 73-75.